# Jade North
Jade North (sinh ngày 7 tháng 1 năm 1982) là một cầu thủ bóng đá người Úc.

## Đội tuyển bóng đá quốc gia Úc
Jade North thi đấu cho đội tuyển bóng đá quốc gia Úc từ năm 2002 đến 2013.

## Thống kê sự nghiệp
| Đội tuyển bóng đá Úc | Đội tuyển bóng đá Úc | Đội tuyển bóng đá Úc |
| Năm                  | Trận                 | Bàn                  |
| -------------------- | -------------------- | -------------------- |
| 2002                 | 4                    | 0                    |
| 2003                 | 0                    | 0                    |
| 2004                 | 6                    | 0                    |
| 2005                 | 1                    | 0                    |
| 2006                 | 3                    | 0                    |
| 2007                 | 1                    | 0                    |
| 2008                 | 8                    | 0                    |
| 2009                 | 5                    | 0                    |
| 2010                 | 3                    | 0                    |
| 2011                 | 3                    | 0                    |
| 2012                 | 5                    | 0                    |
| 2013                 | 2                    | 0                    |
| Tổng cộng            | 41                   | 0                    |